# Chuyên gia tư vấn
Chuyên gia tư vấn là một chuyên gia cung cấp lời khuyên chuyên môn  trong một lĩnh vực cụ thể như kinh doanh, giáo dục, luật pháp, tuân thủ quy định, nguồn nhân lực, tiếp thị (và quan hệ công chúng), tài chính, y tế, kỹ thuật, bảo mật khoa học (điện tử hoặc vật lý), hoặc bất kỳ lĩnh vực chuyên môn nào khác.
Một nhà tư vấn thường là một chuyên gia hoặc một chuyên gia có kinh nghiệm trong một lĩnh vực cụ thể và có kiến thức rộng về các vấn đề. Vai trò của nhà tư vấn bên ngoài lĩnh vực y tế (trong đó thuật ngữ được sử dụng riêng cho một loại bác sĩ) có thể thuộc một trong hai loại chung:
- Tư vấn nội bộ: một người hoạt động trong một tổ chức nhưng sẵn sàng tư vấn về các lĩnh vực chuyên môn của họ bởi các bộ phận hoặc cá nhân khác (đóng vai trò là khách hàng); hoặc là
- Tư vấn bên ngoài: một người được thuê bên ngoài cho khách hàng (bởi một công ty tư vấn hoặc một số cơ quan khác) có chuyên môn được cung cấp trên cơ sở tạm thời, thường là một khoản phí. Các công ty tư vấn có quy mô từ các công ty tư nhân duy nhất bao gồm một nhà tư vấn duy nhất, các doanh nghiệp nhỏ bao gồm một số lượng nhỏ các nhà tư vấn, đến các công ty tư vấn từ trung bình đến lớn, trong một số trường hợp là các công ty đa quốc gia. Loại tư vấn này thường tham gia với nhiều khách hàng và thay đổi, thường là các công ty, tổ chức phi lợi nhuận hoặc chính phủ.

Bằng cách thuê một nhà tư vấn, khách hàng có quyền truy cập vào trình độ chuyên môn sâu hơn khả năng tài chính của họ để được tư vấn nội bộ trên cơ sở lâu dài. Hơn nữa, khách hàng có thể kiểm soát chi tiêu của họ cho các dịch vụ tư vấn bằng cách chỉ mua đúng mức độ dịch vụ từ nhà tư vấn bên ngoài như mong muốn.
Tư vấn cung cấp lời khuyên của họ cho khách hàng của họ dưới nhiều hình thức. Báo cáo và thuyết trình thường được sử dụng. Tuy nhiên, trong một số lĩnh vực chuyên ngành, nhà tư vấn có thể phát triển phần mềm tùy chỉnh hoặc các sản phẩm khác cho khách hàng. Tùy thuộc vào bản chất của dịch vụ tư vấn và mong muốn của khách hàng, lời khuyên từ nhà tư vấn có thể được công khai, bằng cách đặt báo cáo hoặc thuyết trình trực tuyến, hoặc lời khuyên có thể được giữ bí mật và chỉ được cung cấp cho các giám đốc điều hành cao cấp của tổ chức mà trả tiền cho các dịch vụ tư vấn.

## Cách làm việc
Phạm vi lĩnh vực chuyên môn được bao phủ bởi thuật ngữ "tư vấn" là khá rộng. Một trong những loại phổ biến hơn là tư vấn quản lý. Tư vấn và phương tiện mà tư vấn (bên ngoài) tham gia khác nhau tùy theo thực tiễn ngành và địa phương. Tuy nhiên, sự khác biệt chính giữa một nhà tư vấn và nhân công tạm thời nói chung là cùng một hướng. Một chuyên gia tư vấn hoặc nhân công tạm thời đều được tham gia để hoàn thành một bản tóm tắt về mặt giúp tìm giải pháp cho các vấn đề cụ thể, nhưng các cách thức được thực hiện thường thuộc về nhà tư vấn để quyết định. Một nhà tư vấn hệ thống thông tin hoặc quản lý dự án cũng được gọi là một nhà tư vấn quản lý các ràng buộc như ngân sách và các nguồn lực đã thỏa thuận với khách hàng. Mặt khác, một chuyên gia tư vấn bên ngoài thường hoàn thành vai trò không phải là nhân viên thường tồn tại trong tổ chức và giúp thu hẹp khoảng cách do thiếu hụt nhân sự, kỹ năng và chuyên môn. Họ được chỉ đạo bởi cấu trúc quản lý bình thường của tổ chức. Tuy nhiên, có một hình thức lai mà một nhà tư vấn có thể được thuê làm người quản lý hoặc điều hành tạm thời, mang đến sự kết hợp giữa chuyên môn chuyên môn để đảm nhận vai trò tạm thời bị bỏ trống (thường ở cấp cao).